# Háromkirályok-kápolna (Tkalci)
A tkalci Háromkirályok kápolna egy gótikus kápolnarom Horvátországban, a Krapina-Zagorje megyei, Korponához tartozó Tkalci település határában. 

## Fekvése
Délről északra haladva Korpona északi kijáratánál egykor két épület tornyosult a Krapinčica-szoros felett: jobbra Korpona Óvára, balra pedig mintegy ellenpontként, a Három királyok kápolna, pontosabban a kápolna harangtornya. A kápolna romjai ma Tkalci falutól északra, a Ravni-patak völgye fölé magasodó 413 méter magas Sveti Tri Kralja nevű hegy tetején találhatók. Az a hely, amelyen a kápolna található egy kissé lapos dombtető északról és nyugatról részben erdővel körülvéve, de déli irányban távolra látni. A kápolna ősi zarándokhely, régebbi, mint a korponai Trški vrh.

## Története
A neves horvát történész, Gjuro Szabo szerint a Háromkirályok kápolnát 1639-ben említik először. Valamivel később, 1665-ben megemlítik, hogy új boltozatot kapott. Az egyházi vizitátor 1677-ben a kápolnát falazottnak írja le, melynek átriuma, két kis ajtaja, fából épített kórusa van, a bejárata előtt pedig falazott harangtorony áll, benne egy haranggal. 1746-ban a harangtornyot magasították, 1756-ban pedig alsó részén sekrestyét rendeztek be. 1768-ban a fa mennyezetet állították helyre, 1786-ban pedig felszentelték a kápolnát. Szabonak még sikerült elolvasnia a kórus egyik oszlopán az 1794-es, a sekrestye bejárata felett pedig az 1797-es évszámot. A kápolna berendezése, ahogy Szabo a 20. század elején állítja szegényes volt. Anđela Horvat napjainkban arról ír, hogy a szentélyben az 1601-es évszámot olvasták.
Kétségtelen, hogy ez a kápolna eredetileg csak egy szentélyből állt, mely valószínűleg a gótika korszakának végén épült. A közelmúlt pénzleletei alapján, amelyek a 15. századtól 1544-ig terjedő időszakból származnak, feltételezhetjük, hogy a kápolnát nem sokkal ezután állították. Ha a szentélyben feltüntetett évszámot is figyelembe vesszük, akkor a kápolna építési idejét az 1544 és 1601 közötti időre tehetjük. A vizitátorok feljegyzéseiből az látszik, hogy a kápolnában valami folyamatosan épült és változott. Ennek okát talán abban is feltételezhetjük, hogy a kápolna magaslati helye biztosan vonzotta villámokat, ami tüzeket okozhatott. 
A kápolna a második világháborúban súlyosan megsérült, mely után nem állították helyre. A következő évtizedekben a kápolna teteje beomlott, és a falak a gyenge alapok és a silány építőanyag miatt lassan elkezdtek omladozni. Ezután a lakosság kőbányának használta. A harangtorony volt a legkitartóbb, de még a széllökéseknek és a statikai változásoknak sem tudott ellenállni és 2009. február 12-én magától összeomlott. A kápolna helyreállítását az akkor újonnan kinevezett korponai plébános, Josip Ban és Korpona Város Baráti Társasága ösztönözte, és 2007 óta számos kezdeményezés indult a felújítás és a rehabilitáció érdekében. Mivel a kápolnát védett kulturális értéknek nyilvánították, a felújítást a Kulturális Minisztérium is támogatta anyagilag. Az ekkor már felállított állványok azonban 2009-ben a falmaradványokkal együtt összeomlottak. A romok megtisztítását 2009-ben Tomislav Šestak plébános vezetésével lelkes önkéntesek kezdték meg, aki az elmúlt években rendszeresen vezetett ide zarándoklatokat. Ideiglenes kőoltárt állítottak, ahol a szentmiséket tartják. A kápolnához egy erdei úton kis ügyességgel autóval is el lehet jutni. 

## A kápolna leírása
Az épület egy szentélyből és egy hosszú, azonos szélességű hajóból, valamint egy barokk harangtoronyból állt, amely a szentély déli oldalán állt. A harangtorony földszintjén egy barokk sekrestye volt. A templom északi oldalához valószínűleg higiéniai okokból egy kisegítő helyiséget építettek, Minden építőanyagot kőbányából hoztak, alkalmanként téglát használva. A kápolna előtti előcsarnokot később hajóvá építették át, négy faragott kőoszloppal. A szentély három oldallal, támpillérek nélkül készült el, és úgy tűnik, hogy először elfalazták és a hajót csak később építették hozzá. Jelenleg nincsenek egyértelmű nyomai annak, hogy a szentélyt valaha beboltozták-e. Ezt csak a szentély északnyugati sarkában lévő fal megvastagítása alapján feltételezhetjük. Mielőtt a kápolnát elhagyták
a szentélyt akárcsak a hajót síkmennyezet fedte. A szentély végének két oldalán kifejezetten késő gótikus formátumú, falazott ablakok nyomai láthatók, lekerekített szemöldökrésszel. Amennyire a vakolat alól látható volt, hogy bár faragott követ használtak az ablakok kialakítása meglehetősen rusztikusnak tűnt. A szentély déli falán egy, látszólag később nyitott barokk ablak volt. 
A szentélyt és a hajót egy gótikus kialakítású, de rusztikus kivitelű, alacsony diadalív kötötte össze. Az ív oldalai ferdén voltak levágva. A hajó, tekintettel a kis szélességére, viszonylag hosszú volt, és több szakaszban épült meg. A kopott vakolat alatt négy oszlop volt látható, amelyek bizonyára a fedett előcsarnok tetejét tartották. Az előcsarnokot később elfalazták, így a kápolna hajója kisebb lett. Még később, a barokk korban, egy hosszú, síktetejű hajót építettek, kőoszlopokon nyugvó kórussal és boltozattal. a kórushoz egy kis falazati lépcső vezetett fel. A kápolnába két ajtón át lehetett belépni, melyek a nyugati és déli homlokzaton voltak. A déli falon három egyszerű ablak volt szegmenses áthidalásokkal, míg a nyugati falon egy négyszögletes ablak nyílt.
A nyugati homlokzat nagyon egyszerű volt, csak két pilaszter volt a sarkokban, vízszintesen két koszorúval osztva. Az egyetlen díszítés a három fülke volt, de nem világos, hogy voltak-e bennük valaha szobrok. A harangtorony egyszerű építőelem volt, a szentély déli oldalához építve, felül jellegzetes barokk toronysisakkal. A harangtorony földszintje boltozatos volt, nyilvánvalóan itt volt a sekrestye, amelyet ajtó kötött össze a szentéllyel. A sekrestyébe kívülről a keleti falán levő ajtón lehetett belépni. A torony emeletére kívülről, valószínűleg fából készült lépcsőn a harangtorony nyugati oldalán lehetett felmenni, majd a harangokig létra vezetett. A harangtorony felső emeletére mind a négy oldalon egy nagy nyílásokat vágtak.
Kívülről, a harangtorony sarkait emelettől emeletig gipsz pilaszterek díszítették.